# Monte Isola
Monte Isola là một đô thị thuộc tỉnh Brescia trong vùng Lombardia ở Ý. Đô thị này có diện tích km², dân số người.
Đô thị này có các làng sau: Carzano, Cure, Masse, Menzino, Novale, Olzano, Peschiera Maraglio, Sensole, Senzano, Sinchignano, Siviano.
Đô thị này giáp với các đô thị sau: Iseo, Marone, Parzanica, Sale Marasino, Sulzano, Tavernola Bergamasca.